# Androla
Andrey Helder Dantas de Medeiros, mais conhecido pelo nome artístico Androla (Caicó, 01 de novembro de 1993) é um cantor, compositor e musicista potiguar. O artista potiguar traz em suas composições uma mistura de nova MPB com pop além de letras bem rebuscadas. Androla, desde 2012, postava vídeos em suas redes sociais cantando covers e músicas autorais, o que chamou atenção de produtores do ramo e desde 2019 faz parte do elenco de artistas do Midas Music, gravadora do produtor Rick Bonadio.

## Início da vida
Andrey Dantas, filho do bancário Ivanildo Júnior (já falecido) e da empresária do grupo A Graciosa, Ana Maria Santiago e irmão de André Dantas é um cantor, compositor e musicista. Nascido de Caicó, Rio Grande do Norte, dia 01 de novembro de 1993, ele começou na música aos 8 anos por influência do pai, que sempre foi ligado às artes, em especial a escrita e a música. Seu primeiro companheiro nessa jornada foi um violão e, já aos 12, começou a compor suas primeiras músicas. Nessa idade ele já sentia que a música seria parte fundamental em sua jornada. O nome artístico "Androla" veio da combinação de seu nome Andrey com "Da viola", visto que o mesmo tocava muito violão com seus amigos e familiares.
“Acho que nasci para fazer isso, nunca me encaixei nesse modelo convencional de estudos e trabalho que estamos acostumados a seguir. A música sempre fez meus olhos brilharem e meu coração pulsar mais forte” disse o artista ao site Agora RN.
Androla traz em suas composições uma mistura da nova MPB com o folk e o pop, e se considera um tipo de artista que crê no poder transformador da música. Para ele, mais do que entreter ou fazer alguém dançar, a música é capaz de mover barreiras, vencer obstáculos e atingir a alma de todos aqueles que abrem a sua energia.

## Carreira

### 2013-2016: "Se Eu Chegasse a Ver"
Androla começou oficialmente sua carreira musical profissional no ano de 2013, após passar anos compondo músicas autorais e lançando algumas delas em seu canal do Youtube, ele lançou um disco físico no formado de EP intitulado "Se Eu Chegasse a Ver", de forma independente. Entretanto, o artista não se identificou com o trabalho do disco e acabou por não investir na promoção dele, mas continuou realizando shows em festivais nacionais, abrindo espetáculos de alguns outros artistas como 1Kilo, Armandinho, Maskavo e outros, em algumas festas conhecidas no Rio Grande do Norte e em PUBs.
Em 2016 Androla passou por um momento difícil de sua vida, após um acidente grave enquanto andava de Skate e teve que ficar nove meses parado, sem produzir nada. Com isso o cantor deu uma pausa em sua carreira musical, ficando até mesmo sem realizar shows e compor. O artista só voltou a ativa no ano de 2017, já compondo para o seu novo disco e realizado alguns shows e programas de TV como o "Você Feliz" da TV Feliz, rede Comunidade Cristã Paz e Vida e do programa 'Rota Inter TV' da Rede Globo.

### 2017 até o presente
O artista então decidiu a investir mais na sua carreira musical, lançando periodicamente desde 2016 vídeos em suas redes sociais (principalmente Youtube e Facebook) cantando alguns covers de músicas famosas e também algumas canções já autorais, composições suas. Sua potencialidade vocal e estilo único o fizeram ter interesse de alguns produtores da cena da música no país. Em 2018 o cantor se juntou ao também compositor e cantor natalense Macedoc formando a banda Onda 84, fazendo alguns shows em festivais e boates locais até meados de 2019, assim então começava finalmente sua carreira musical.
Em 2019, Rick Bonadio, produtor musical de diversos artistas brasileiros como Mamonas Assassinas, Charlie Brown Jr, Manu Gavassi e o grupo Rouge, realizou um workshop que ele mesmo criou em São Paulo e gostou muito dos trabalhos que Androla o enviou e o contratou logo em seguida, para fazer parte do seu time musical da sua gravadora Midas Music, a mesma de Vitor Kley. Já no início de 2020, no dia 17 de abril, Androla lançava seu primeiro single oficial já contratado pela Midas, que dava nome ao seu também primeiro Extended play (EP) "Até Já". A canção carrega influências da MPB, do novo Folk, do Pop e de elementos locais para transformar as sensações e os pensamentos do músico em canção e fala sobre uma história de amor intensa, porém, incerta.
Ao falar a respeito de como imagina as suas músicas, fica bem claro como é a abordagem de Androla para o trabalho: "Eu encaro a música como um veículo: nele busco colocar a maior quantidade de pessoas e passar para todas elas uma mensagem positiva com a esperança de mudar o dia de cada uma delas de forma única." É justamente esse tipo de conexão forte com a música e com os relacionamentos humanos, tão questionados e verdadeiramente mudados em tempos de pandemia, que podemos evidenciar em “Até Já”. A música foi escrita por Androla, Alexandre Mariano Gonçalves de Oliveira e Carlos Alberto Faria Junior, produzida por Giu Daga e Lucas Medina.
Em junho, Androla lança seu segundo single oficial, a ilustre "Disse Me Disse", de autoria própria e produção por Giu Daga e Lucas Medina. Esta canção é baseada nos dilemas de um casal extremamente apaixonado. O problema é que: ninguém quer ser o errado. A inspiração: que o amor é maior que toda turbulência.
E para o terceiro single do EP "Até Já", Androla traz em agosto de 2020 o hit "Menina" que fala do encantamento de um admirador por uma menina que chega trazendo uma nova atmosfera para a sua vida turbulenta. Retratando as transformações que um novo amor pode trazer para o nosso dia a dia.  A música, também com direção geral de conhecido Rick Bonadio, produção feita por Giu Daga e Lucas Medina e letra composta pelo próprio, tem uma levada que mistura o folk com pop e chegou aos serviços de streaming no último dia 18 de Agosto. "Menina" teve o primeiro videoclipe oficial do cantor e fala do encantamento de um admirador por uma menina – no clipe interpretada por Bruna Torralba – que chega como um amor arrebatador, daqueles de tirar o fôlego. Gravado em estúdio e com cenas que intercalam entre o músico performando a canção e imagens de Bruna, o videoclipe conta com direção de Kenny Kanashiro, coordenação de produção por Maria Espiaut e edição do Vinícius Oliveira e foi lançado no canal oficial do selo Midas Music no YouTube.
No próximo mês, setembro, Androla lança sua nova música de trabalho, a calma "Um Mero Viajante", um som que nos ensina sobre a mudança que o amor pode causar no ser humano. Também produzida nos estúdios da Midas Music por Giu Daga e Lucas Medina e letra assinada por Androla.

## Discografia

### Extended plays(EPs)
| Álbum                | Detalhes                                                                |
| -------------------- | ----------------------------------------------------------------------- |
| Se Eu Chegasse a Ver | - Lançamento: 2013 - Formato: Físico - Gravadora: Independente          |
| Até Já               | - Lançamento: 2020 - Formato: Download digital - Gravadora: Midas Music |